# Islandsmot Meistaraflokks
Íslandsmót karla í íshokkí (česky: Islandské mistrovství mužů v ledním hokeji) je od roku 1991 nejvyšší hokejovou soutěží na Islandu, kterou pořádá Ice Hockey Iceland (lední hokej Island).

## Účastníci
- Skautafélag Akureyrar
- Skautafélag Reykjavíkur
- Ísknattleiksfélagið Björninn v roce 2019 se přejmenoval na Fjölnir

## Zaniklé kluby
- Narfi frá Hrísey zanikl v roce 2009
- Esja UMFK Reykjavík byl aktivní v Islandské lize v letech 2014 - 2018

## Vítězové
| Sezóna    | Mistr                        |
| --------- | ---------------------------- |
| 1991/1992 | Skautafélag Akureyrar        |
| 1992/1993 | Skautafélag Akureyrar        |
| 1993/1994 | Skautafélag Akureyrar        |
| 1994/1995 | Skautafélag Akureyrar        |
| 1995/1996 | Skautafélag Akureyrar        |
| 1996/1997 | Skautafélag Akureyrar        |
| 1997/1998 | Skautafélag Akureyrar        |
| 1998/1999 | Skautafélag Reykjavíkur      |
| 1999/2000 | Skautafélag Reykjavíkur      |
| 2000/2001 | Skautafélag Akureyrar        |
| 2001/2002 | Skautafélag Akureyrar        |
| 2002/2003 | Skautafélag Akureyrar        |
| 2003/2004 | Skautafélag Akureyrar        |
| 2004/2005 | Skautafélag Akureyrar        |
| 2005/2006 | Skautafélag Reykjavíkur      |
| 2006/2007 | Skautafélag Reykjavíkur      |
| 2007/2008 | Skautafélag Akureyrar        |
| 2008/2009 | Skautafélag Reykjavíkur      |
| 2009/2010 | Skautafélag Akureyrar        |
| 2010/2011 | Skautafélag Akureyrar        |
| 2011/2012 | Ísknattleiksfélagið Björninn |
| 2012/2013 | Skautafélag Akureyrar        |
| 2013/2014 | Skautafélag Akureyrar        |
| 2014/2015 | Skautafélag Akureyrar        |
| 2015/2016 | Skautafélag Akureyrar        |
| 2016/2017 | Esja UMFK Reykjavík          |
| 2017/2018 | Skautafélag Akureyrar        |
| 2018/2019 | Skautafélag Akureyrar        |
| 2019/2020 | Skautafélag Akureyrar        |
| 2020/2021 | Skautafélag Akureyrar        |
| 2021/2022 | Skautafélag Akureyrar        |

## Počty titulů
| Klub                         | Tituly | Vítězné ročníky |
| ---------------------------- | ------ | --- |
| Skautafélag Akureyrar        | 24     | 1992, 1993, 1994, 1995, 1996, 1997, 1998, 2001, 2002, 2003, 2004, 2005, 2008, 2010, 2011, 2013, 2014, 2015. 2016, 2018, 2019, 2020, 2021, 2022 |
| Skautafélag Reykjavíkur      | 5      | 1999, 2000, 2006, 2007, 2009 |
| Ísknattleiksfélagio Björninn | 1      | 2012 |
| Esja UMFK Reykjavík          | 1      | 2017 |